# اچ‌دی‌ام‌اس تریتون (اف۳۵۸)
اچ‌دی‌ام‌اس تریتون (اف۳۵۸) (به انگلیسی: HDMS Triton (F358)) یک کشتی است. این کشتی در سال ۱۹۹۰ ساخته شد.